# Концерт для фортепіано з оркестром № 21 (Моцарт)
Концерт для фортепіано з оркестром № 21 до мажор (KV 467) Вольфганга Амадея Моцарта написаний 1785 року у Відні.
Складається з трьох частин:
1. Allegro maestoso
2. Andante
3. Allegro vivace assai